# Shijō (métro de Kyoto)
Shijō (四条駅, Shijō-eki) est une station du métro de Kyoto sur la ligne Karasuma dans l'arrondissement de Shimogyō à Kyoto.

## Situation sur le réseau
La station Shijō est située au point kilométrique (PK) 8,5 de la ligne Karasuma.

## Histoire
La station a été inaugurée le 29 mai 1981.

## Services aux voyageurs

### Accès et accueil
La station est ouverte tous les jours.

### Desserte
- Ligne Karasuma :
  - voie 1 : direction Takeda (interconnexion avec la ligne Kintetsu Kyoto pour Nara)
  - voie 2 : direction Kokusaikaikan

### Intermodalité
La station est en correspondance avec la gare de Karasuma de la ligne Hankyu Kyoto.